# Giro Annen

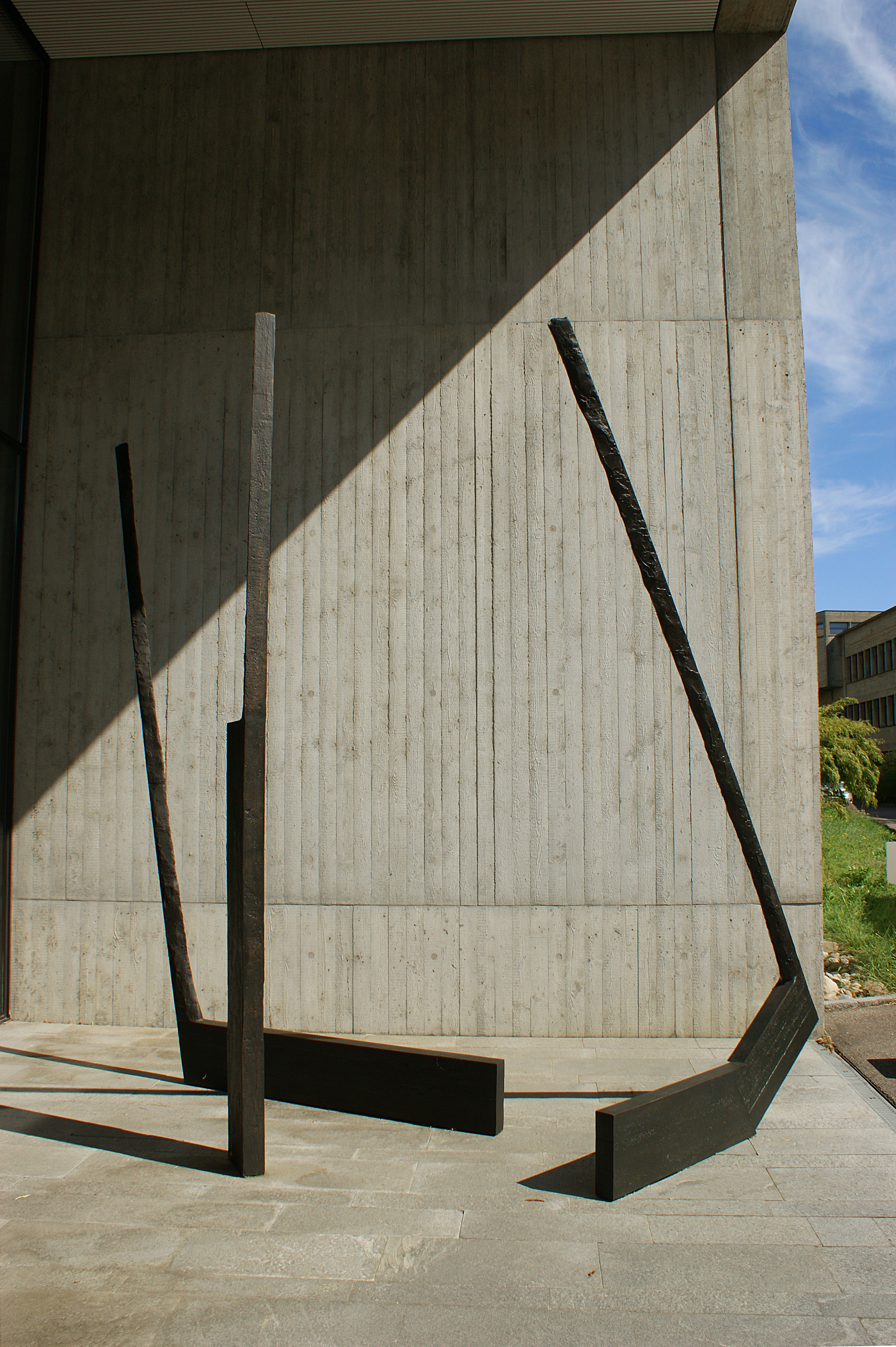
Gruppe von 3 Figuren (Giro Annen 2016)

Gerhard (Giro) Annen (* 17. Juni 1957 in Chur) ist ein Schweizer Künstler.
Annen ist Bildhauer und Zeichner; er schafft Objektkunst, Malerei und Fotografie. 1993 und 1994 wurde Annen mit dem Eidgenössischen Kunststipendium, 1994 mit dem Förderpreis der Kunstkommission der Stadt Bern und einem Stipendium des Kantons für einen Aufenthalt in Paris ausgezeichnet. 1998 hatte er eine Einzelausstellung im Kunstmuseum Bern, 2006/2007 eine Einzelausstellung im Kunsthaus Langenthal. Im Mittelpunkt von Annens Werk steht plastisches Schaffen mit einem breiten formalen Spektrum und der Kombination ungewohnter Materialien.